# Młodzieżowe Mistrzostwa Polski Par Klubowych na Żużlu 2007
Młodzieżowe Mistrzostwa Polski Par Klubowych na Żużlu (MMPPK) – coroczny cykl turniejów żużlowych mających wyłonić najlepszą parę klubową w Polsce. Para składa się z dwóch zawodników oraz jednego rezerwowego. W mistrzostwach mogą startować jedynie obywatele polscy.
Do rozgrywek w sezonie 2007 zgłosiło się 19 par klubowych. 18 drużyn będzie walczyć w trzech półfinałach (po 6 par). Z każdego półfinału awans do finału uzyskają dwie najlepsze pary. Zapewnione miejsce w finale ma Unia Leszno, która jest organizatorem finału. W myśl tradycji organizatorem finału MMPPK jest młodzieżowy drużynowy wicemistrz Polski z poprzedniego sezonu.
Zawody odbywają się według tabeli biegowej w zależności od ilości par (6 lub 7).
Tytułu najlepszej pary w Polsce broni drużyna Stali Rzeszów. W 2007 roku po tytuł sięgnęła drużyna Unibaxu Toruń

## Półfinały

### Gniezno
11 lipca 2007 (środa) – Gniezno
- Sędzia: Piotr Nowak

| Msc | Drużyna / Zawodnik                                               | Biegi                | Punkty |
| --- | ---------------------------------------------------------------- | -------------------- | ------ |
| 1   | Start Gniezno                                                    | Start Gniezno        | 11     |
| 1   | (9) Adrian Gomólski (10) Dariusz Staniszewski (17) Maciej Fajfer | 3,3,3 d,1,1 NS       | 9 2 0  |
| 2   | Stal Gorzów                                                      | Stal Gorzów          | 11     |
| 2   | (5) Paweł Hlib (6) Kamil Brzozowski (15) Adrian Szewczykowski    | 3,d,3 2,2,1 NS       | 6 5 0  |
| 3   | Intar Lazur Ostrów                                               | Intar Lazur Ostrów   | 10     |
| 3   | (7) Sebastian Brucheiser (8) Marcin Liberski                     | 1,3,2 0,1,3          | 6 4    |
| 4   | Polonia Bydgoszcz                                                | Polonia Bydgoszcz    | 9      |
| 4   | (1) Marcin Jędrzejewski (2) Michał Łopaczewski                   | 3,2,2 2,0,0          | 7 2    |
| 5   | Kolejarz Rawicz                                                  | Kolejarz Rawicz      | 9      |
| 5   | (11) Damian Baliński jr. (12) Marcel Kajzer                      | 1,2,d 2,3,1          | 3 6    |
| 6   | Intar Lazur Ostrów 2                                             | Intar Lazur Ostrów 2 | 4      |
| 6   | (3) Emil Idziorek (4) Karol Sroka (14) Piotr Szóstak             | 1,1,2 NS 0,0,0       | 4 0 0  |

Para zawodników Atlasu Wrocław zrezygnowała ze startu w zawodach. W ich miejsce wystąpiła druga para zawodników z Ostrowa Wielkopolskiego.
Zawody zostały przerwane przez sędziego Piotra Nowaka z powodu opadów deszczu. Rozegrano 9 biegów.

### Grudziądz
11 lipca 2007 (środa) – Grudziądz
- Sędzia: Sławomir Jędraś

| Msc | Drużyna / Zawodnik                                           | Biegi                 | Punkty |
| --- | ------------------------------------------------------------ | --------------------- | ------ |
| 1   | Unibax Toruń                                                 | Unibax Toruń          | 14     |
| 1   | (5) Karol Ząbik (6) Alan Marcinkowski (15) Damian Stachowiak | 3,3,3 1,2,2 NS        | 9 5 0  |
| 2   | GTŻ Grudziądz                                                | GTŻ Grudziądz         | 9      |
| 2   | (3) Artur Mroczka (4) Karol Polak                            | 3,3,3 d,w,w           | 9 0    |
| 3   | PSŻ Poznań                                                   | PSŻ Poznań            | 9      |
| 3   | (11) Daniel Pytel (12) (18) Piotr Dziatkowiak                | 3,2,3 0,1,0           | 8 1    |
| 4   | Kolejarz Opole                                               | Kolejarz Opole        | 8      |
| 4   | (7) Sławomir Dąbrowski (8) Mateusz Kowalczyk                 | 2,w,1 0,3,2           | 3 5    |
| 5   | Lotos Gdańsk                                                 | Lotos Gdańsk          | 7      |
| 5   | (9) Damian Sperz (10) Krystian Barański                      | 1,0,1 2,1,2           | 2 5    |
| 6   | Kronopol Zielona Góra                                        | Kronopol Zielona Góra | 6      |
| 6   | (1) Grzegorz Zengota (2) Adam Kulczyński (13) Janusz Baniak  | 2,w,- 1,2,0 -,-,1     | 2 3 1  |

Zawody zostały przerwane przez sędziego Sławomira Jędrasia z powodu opadów deszczu. Rozegrano 9 biegów.

### Lublin
26 lipca 2007 (środa) – Lublin
- Sędzia: Jan Banasiak

| Msc | Drużyna / Zawodnik                                               | Biegi                         | Punkty |
| --- | ---------------------------------------------------------------- | ----------------------------- | ------ |
| 1   | RKM Rybnik                                                       | RKM Rybnik                    | 18     |
| 1   | (1) Michał Mitko (2) Rafał Fleger (13) Wojciech Druchniak        | 2,3,3,2,0 -,-,1,-,- 1,0,-,3,3 | 10 1 7 |
| 2   | Sipma Lublin                                                     | Sipma Lublin                  | 17+3   |
| 2   | (3) Rafał Klimek (4) Maciej Michaluk                             | 2,3,2,3,3 1,2,w,1,0           | 13+3 4 |
| 3   | Złomrex Włókniarz Częstochowa                                    | Złomrex Włókniarz Częstochowa | 17+2   |
| 3   | (7) Mateusz Szczepaniak (8) Borys Miturski (16) Marcin Piekarski | t,1,1,3,3 3,2,-,-,- -,-,2,d,2 | 8 5 4  |
| 4   | Unia Tarnów                                                      | Unia Tarnów                   | 17+1   |
| 4   | (5) Kamil Zieliński (6) Andrzej Głuchy                           | 0,2,3,1,1 3,1,2,2,2           | 7 10+1 |
| 5   | Marma Polskie Folie Rzeszów                                      | Marma Polskie Folie Rzeszów   | 16     |
| 5   | (11) Marciń Leś (12) Dawid Lampart (18) Mateusz Szostek          | 3,3,3,2,2 2,w,-,-,- -,-,0,d,1 | 13 2 1 |
| 6   | KSŻ Krosno                                                       | KSŻ Krosno                    | 5      |
| 6   | (9) Piotr Machnik (10) Krzysztof Nowacki                         | 0,1,0,0,0 1,u,1,1,1           | 1 4    |

## Finał
31 sierpnia 2007 (piątek) – Stadion im. Alfreda Smoczyka
- W finale wystąpią oprócz organizatora (Unii Leszno) po dwa zespoły z każdego półfinału.
- Sędzia: Jerzy Najwer

| Msc | Drużyna / Zawodnik                                                 | Biegi                               | Punkty    |
| --- | ------------------------------------------------------------------ | ----------------------------------- | --------- |
| 1   | Unibax Toruń                                                       | Unibax Toruń                        | 25+3      |
| 1   | (9) Karol Ząbik (10) Alan Marcinkowski (17) Damian Stachowiak      | 3,2,3,3,3,3 2,0,1,2,2,1 NS          | 17+3 8 0  |
| 2   | Stal Gorzów                                                        | Stal Gorzów                         | 25+2      |
| 2   | (7) Paweł Hlib (8) Kamil Brzozowski (16) Adrian Szewczykowski      | 3,3,3,3,1,2 1,1,2,1,2,3 NS          | 15+2 10 0 |
| 3   | RKM Rybnik                                                         | RKM Rybnik                          | 21        |
| 3   | (13) Michał Mitko (14) Wojciech Druchniak (21) Patryk Pawlaszczyk  | 3,3,2,d,2,3 1,2,0,-,-,2 -,-,-,2,1   | 13 5 3    |
| 4   | Unia Leszno                                                        | Unia Leszno                         | 19        |
| 4   | (1) Robert Kasprzak (2) Adam Kajoch (13) Mateusz Jurga             | 2,w,-,2,0,- 3,2,2,3,1,3 -,-,1,-,-,0 | 4 14 1    |
| 5   | Start Gniezno                                                      | Start Gniezno                       | 17        |
| 5   | (5) Adrian Gomólski (6) Maciej Fajfer (15) Przemysław Gorzelańczyk | 2,3,3,3,3,2 0,-,-,-,0,0 -,w,0,1,-,- | 16 0 1    |
| 6   | GTŻ Grudziądz                                                      | GTŻ Grudziądz                       | 10        |
| 6   | (11) Artur Mroczka (12) Karol Polak                                | 1,1,1,2,3,1 0,0,t,0,1,0             | 9 1       |
| 7   | Sipma Lublin                                                       | Sipma Lublin                        | 9         |
| 7   | (3) Rafał Klimek (4) Maciej Michaluk                               | 1,2,1,1,2,1 0,1,d,0,0,0             | 8 1       |